# Helge Brilioth
Helge Ansgar Åke Brilioth, född 7 maj 1931 i Lund, död 26 december 1998 i Stockholm, var en svensk operasångare (tenor).
Brilioth studerade i musikhögskolan i Stockholm, vid Accademia Nazionale di Santa Cecilia i Rom och vid Mozarteum i Salzburg. Han debuterade på Stockholmsoperan som baryton 1959, men gick över till tenorroller från 1966. Han blev berömd för sin vackra röst och ungdomliga, stundtals gyllene klang, huvudsakligen i högdramatiska wagnerroller, såsom Tristan, Siegmund, Siegfried och Parsifal. Han gjorde kejsaren i Die Frau ohne Schatten vid den svenska premiären 1975. Därefter följde karaktärsroller som Basilio i Stockholm. Brilioth förblev anställd vid Stockholmsoperan fram till 1987.
Han sjöng vid Bayreuthfestspelen första gången 1969 och vid bland annat Metropolitan Opera, Royal Opera House Covent Garden, Parisoperan, Bolsjojteatern i Moskva, Salzburg påskfestspelen (1970). Den internationella karriären avslutades i förtid på grund av sjukdom.
Brilioth var son till ärkebiskop Yngve Brilioth och Brita, född Söderblom, samt dotterson till ärkebiskop Nathan Söderblom.

## Diskografi (Urval)
- Siegfried i Wagners Ragnarök. Dir. H. von Karajan. DG 457 795-2 (4CD). Svensk mediedatabas.
- Siegfried i Wagners Ragnarök, Med Rita Hunter, Bengt Rundgren. Metropolitan Opera. Dir. Rafael Kubelik. House of Opera CD88877. (www.operapassion.com)
- Tristan i Wagners Tristan und Isolde. Med Catarina Ligendza. Bayreuth 1974. Dir. Carlos Kleiber. Golden Melodram GM 1-0036 (3 CD). Svensk mediedatabas.
- Tristan i Wagners Tristan und Isolde. Med Birgit Nilsson. Rom 1972. Orchester di Roma della RAI, dir. Zubin Mehta. Myto Records. (www.amazon.com)
- Lieder by Wilhelm Peterson-Berger med Helge Brilioth, Margareta Jonth. Sven Alin, piano. BIS. (1 CD). 1996.
- Kung Eriks visor och andra sånger av Rangström, Stenhammar, Sjögren, Schubert och Schumann. Lilian Carlson, piano. EMI E 155-35211/12. (2 LP). 1975.
- Peterson-Berger, Wilhelm, Vildmarks- och kärleksvisor. Med Erland Hagegård. HMV 4E 161-34197 ; 4E 161-34198. (2 LP). Svensk mediedatabas.
- Peterson-Berger, Wilhelm, Intet är som väntans tider = Time of waiting.  Textförfattare: Erik Axel Karlfeldt. Jan Eyron och Sven Alin, piano. Sterling CDA 1661-2. Svensk mediedatabas.

Webbadresserna hämtade 24 januari 2013.